# Echidna nocturna
Echidna nocturna är en fiskart som först beskrevs av Cope 1872.  Echidna nocturna ingår i släktet Echidna och familjen Muraenidae. IUCN kategoriserar arten globalt som livskraftig. Inga underarter finns listade i Catalogue of Life.